# Luis de Lannoy (verzetsstrijder)
Luís Alberto José de Lannoy (Curaçao, 1918 – Willemstad, 5 maart 1971) was een Nederlands-Antilliaanse verzetsstrijder in Nederland tijdens de Tweede Wereldoorlog.

## Biografie
De Lannoy groeide op in een gegoed middenstandsgezin in Curaçao. Zijn vader was apotheker van Botica Central in Otrobanda. Na zijn middelbare school ging hij naar Nederland voor een opleiding farmacie in Tilburg. In de Tweede Wereldoorlog sloot hij zich aan bij het studentenverzet. Het studentenhuis Pension Mariëngaarde aan de Burgemeester Rauppstraat in Tilburg waar hij woonde, werd een verzamelplek van waaruit verzetsacties werden ondernomen.. Als bijbaantje ging hij daarvoor op een distributiekantoor werken om zo levensmiddelenbonnen achterover te kunnen drukken voor onderduikers. Ook verdeelde hij illegale bladen.

## Samenwerking
Hij werkte samen in het verzet met zijn beste vriend, Boy Ecury, een medestudent uit Aruba. Ze communiceerden in het Papiaments via brieven en samen met hem pleegde Ecury aanslagen met brandbommen op volgeladen Duitse vrachtauto's, liet treinen ontsporen, hielp onderduikers en geallieerde piloten in Tilburg en voerde verschillende andere sabotageacties uit voor de knokploegen in Den Haag.

## Verraad
Door verraad werd De Lannoy op 10 februari 1944 gearresteerd en naar de Utrechtse strafgevangenis overgebracht. Tijdens een verhoor sloegen de Duitse ondervragers hem door een ruit, waardoor glassplinters in zijn hoofd terechtkwamen. Een bevrijdingspoging door Boy Ecury mislukte. Op 5 september 1944, Dolle Dinsdag, lukte het hem in de ontstane chaos te ontsnappen. Hij overleefde de oorlog.

## Terugkeer naar Curaçao
Na de oorlog keerde De Lannoy terug naar Curaçao waar hij de apotheek van zijn vader overnam. Maatschappelijk bleef hij actief als voorzitter van de Stichting Vacantieoorden van het Wit-Gele Kruis die vakanties voor arme kinderen verzorgde en was hij initiatiefnemer van de jaarlijkse Bisinja inzamelingsactie voor goederen voor minderbedeelden. Ook was hij betrokken bij het Zeemanshuis "Stella Maria" voor de zorg van zeelieden. Hij overleed begin maart 1971 op 52-jarige leeftijd in zijn woonplaats Willemstad.